# 杰里亚布基诺农村居民点
杰里亚布基诺农村居民点（俄语：Дерябкинское сельское поселение）是俄罗斯联邦沃罗涅日州安纳区所属的一个农村居民点。其下辖有1个居民点，行政中心为杰里亚布基诺。据2016年统计，该农村居民点的人口为503人。